# Heinäjärvi (sjö i Suomussalmi, Kajanaland, Finland)
Heinäjärvi eller Heinälampi är en sjö i Finland. Den ligger i kommunen Suomussalmi i landskapet Kajanaland, i den nordöstra delen av landet, 600 km norr om huvudstaden Helsingfors. Heinäjärvi ligger 217 meter över havet. Den är 1,7 meter djup. Arean är 50,6 hektar och strandlinjen är 4,72 kilometer lång. Sjön  ingår i Uleälvens huvudavrinningsområde. 